# Jesús Angulo (Fußballspieler, 1997)
Jesús Ricardo Angulo Uriarte, auch bekannt als Canelo Angulo (* 20. Februar 1997 in Culiacán), ist ein mexikanischer Fußballspieler, der seit Januar 2020 beim Erstligisten Deportivo Guadalajara unter Vertrag steht. Der linke Flügelspieler ist seit Oktober 2019 mexikanischer Nationalspieler.
Er ist der ältere Bruder des gleichnamigen Fußballspielers Jesús Angulo.

## Karriere

### Verein
Jesús Angulo trat im Januar 2014 der Jugendakademie von Club Tijuana bei, nachdem er zuvor bei den Águilas de la UAS in Sinaloa gespielt hatte. Im Juli 2015 kehrte er nach Sinaloa zurück und schloss sich dort dem größeren Verein Dorados de Sinaloa an. Am 13. März 2016 gab er bei der 1:2-Auswärtsniederlage gegen die Leones Negros de la UdeG in der Copa MX sein Debüt für die erste Mannschaft, als er in der 63. Spielminute für Guillermo Rojas eingewechselt wurde. In der Clausura 2016 absolvierte der linke Flügelspieler zwei Spiele, musste mit seinem Verein den Abstieg in die zweitklassige Ascenso MX und kam zusätzlich er in zwei Pokalspielen zum Einsatz.
In der zweithöchsten mexikanischen Spielklasse entwickelte sich Angulo zum unumstrittenen Stammspieler und trug wesentlich zum Gewinn der Apertura 2016 bei, welche die Mannschaft für das Aufstiegsfinale am Saisonende qualifizierte. Am 22. Januar 2017 (4. Spieltag der Clausura) erzielte er bei der 2:4-Heimniederlage gegen den Atlante FC sein erstes Tor für die Dorados. Dieses ging nach zwei Spielen mit einem Gesamtergebnis von 2:3 gegen die Gewinner der Clausura 2017 Lobos de la BUAP verloren.
Die Saison 2016/17 beendete er mit neun Toren in 32 insgesamt Ligaspielen. In der nächsten Spielzeit 2017/18 absolvierte er 31 Ligaspiele, in denen er vier Mal traf.
Zur Saison 2018/19 kehrte Angulo zum Club Tijuana und damit in die höchste mexikanische Spielklasse zurück. Sein erstes Spiel bestritt er am 21. Juli 2018 (1. Spieltag der Apertura) beim 2:1-Heimsieg gegen Deportivo Guadalajara. Am 16. August 2018 erzielte er beim 3:1-Heimsieg gegen den FC Juárez im Pokal seinen ersten Treffer für die Xolos. Die Apertura 2018 schloss er mit 14 Einsätzen ab. Sein erstes Ligator gelang ihm beim 4:1-Auswärtssieg gegen die Monarcas Morelia am 27. April 2019 (16. Spieltag der Clausura), in dem er zusätzlich zwei Tore von Gustavo Bou vorbereitete. In der Clausura 2019 absolvierte er 13 Spiele, in denen er ein Tor erzielte und drei vorlegte.
Am 18. Juni 2019 wechselte Jesús Angulo für eine Ablösesumme in Höhe von 3,5 Millionen Euro zum Ligakonkurrenten Club Necaxa. Sein Debüt gab er am 28. Juli 2019 (2. Spieltag der Apertura) bei der 0:2-Auswärtsniederlage gegen die UNAM Pumas, als er in der 71. Spielminute für Mauro Quiroga eingewechselt wurde. Bereits eine Woche später traf er beim 7:0-Heimsieg gegen die Tiburones Rojos erstmals. Am 15. September 2019 (9. Spieltag der Apertura) erzielte er beim 2:0-Auswärtssieg gegen den CF Monterrey beide Tore der Rayos. In der Apertura 2019 erzielte er in 21 Ligaspielen vier Tore und bereitete vier weitere Treffer vor.
Am 17. Dezember 2019 wurde sein Wechsel für eine Ablösesumme in Höhe von 7,2 Millionen Euro zu Deportivo Guadalajara bekanntgegeben. Am 1. Januar 2020 trat er dort den unterzeichneten Vierjahresvertrag an. Am 12. Januar 2020 (1. Spieltag der Clausura) debütierte er beim 2:0-Heimsieg gegen den FC Juárez für die Chivas, als er in der 71. Spielminute für Alexis Vega eingewechselt wurde. Bei seinem neuen Verein schaffte er in den nächsten Spielen nicht den Durchbruch in die Startaufstellung und bestritt in der verkürzten Clausura 2020 sieben Ligaspiele.

### Nationalmannschaft
Am 2. Oktober 2019 debütierte er beim 2:0-Sieg gegen Trinidad und Tobago in der mexikanischen Nationalmannschaft, wobei er sogleich sein erstes Tor erzielte.

## Erfolge
Dorados de Sinaloa
- Ascenso MX: Apertura 2016

## Persönliches
Jesús Angulos ein Jahr jüngerer und gleichnamiger Bruder Jesús Angulo ist auch professioneller Fußballspieler. Sein Bruder ist defensiver eingestellt und findet sich auf dem Spielfeld auf der Position des linken Außenverteidigers wieder. Die Namensgleichheit sorgt dafür, dass er von der Fachpresse als Jesús Ricardo Angulo und sein Bruder als Jesús Alberto Angulo bezeichnet werden, um Verwechslungen zu vermeiden. Zusätzlich dazu wird er von mexikanischen Medien auch häufig mit seinem Spitznamen „Canelo“ bedacht.